# Andrew Newberg
Andrew B. Newberg (Filadelfia, 1966) è un neuroscienziato statunitense.
Direttore di Ricerca presso il Myrna Brind Center for Integrative Medicine al Thomas Jefferson University Hospital di Philadelphia, Professore Aggiunto di Studi Religiosi e Professore Associato di Radiologia all'University of Pennsylvania School of  Medicine.
È stato ricercatore di punta nel campo della medicina nucleare per immagini cerebrali. In particolare, le sue ricerche si sono focalizzate sullo sviluppo di traccianti neurotrasmettitori per la valutazione della religiosità, oltre a malattie neurologiche e psichiatriche inclusi depressione clinica, danni cerebrali da trauma, malattia di Alzheimer e malattia di Parkinson.

## Carriera professionale
Newberg si è laureato all'Haverford College nel 1988 in chimica e successivamente in medicina nel 1993 all'University of Pennsylvania. Ha dunque completato la formazione post laurea in medicina interna con un tirocinio presso il Graduate Hospital dal 1993 al 1996, e ha quindi seguito un fellowship in medicina nucleare all'University of Pennsylvania Dipartimento di Radiologia dal 1996 al 1998. Ha ottenuto la certificazione in medicina interna dall'American Board of Internal Medicine nel 1997 e in medicina nucleare dall'American Board of  Nuclear Medicine nel 1998.
Per il suo studio sulle connessioni tra religione e cervello, è diventato assistente aggiunto del Dipartimento di Studi Religiosi all'Università della Pennsylvania. Dal 2005 al 2010 è stato anche direttore del Centro per la Spiritualità e la Mente della stessa università.

## Ricerca accademica
All'inizio degli anni '90, ha cominciato le sue ricerche sulle interazioni tra il cervello e le esperienze religiose e spirituali. In questo lavoro, spesso anche ascritto come “neuroteologia”, Newberg descriveva i possibili meccanismi neurofisiologici associati alle esperienze religiose e spirituali. La sua ricerca iniziale includeva l'uso di immagini funzionali del cervello per studiare meditatori Buddisti e monaci Francescani in preghiera. Questo lavoro è stato pubblicato in tre opere: The Mystical Mind, Why God Won't Go Away, (tr. It. Dio nel cervello, La prova biologica della fede) e Why We Believe What We Believe.
Le ricerche di Newberg sono state pubblicate sul Newsweek, il Los Angeles Times, e il New Scientist. Egli è stato inoltre speaker speciale al Forum at Grace Cathedral  ed è apparso nei film Bleep Do We Know!? e Religulous (tr. It. Religiolus - Vedere per credere).  Ha continuato a studiare il fenomeno religioso e spirituale compresi i temi legati al perdono, alla meditazione, alla preghiera, allo sviluppo della moralità spirituale e alla credenza in genere. Questo lavoro è stato recentemente incorporato in un nuovo Centro per la Spiritualità e la Mente dell'Università della Pennsylvania.

## Critiche
La ricerca di Newberg è stata criticata da due prospettive principali. Da quella religiosa, preoccupazioni sono state sollevate per il fatto che lo studio di pratiche come la meditazione non si può necessariamente estrapolare la più ampia gamma di fenomeni religiosi e spirituali. Tuttavia, Newberg tende a condividere questi timori e ha sostenuto che ulteriori studi sono necessari per chiarire gli elementi più complessi del fenomeno religioso e spirituale. Newberg  ha sostenuto che la scienza e gli studi del cervello per immagini sono solo strumenti per esaminare il cervello durante alcune esperienze ma che essi non negano necessariamente queste esperienze. Newberg infine sostiene che l'integrazione di scienza e religione è di cruciale importanza per una migliore comprensione di come gli esseri umani pensano e si comportano in un contesto globale.